# Glyptobasis fraseri
Glyptobasis fraseri is een insect uit de familie van de vlinderhaften (Ascalaphidae), die tot de orde netvleugeligen (Neuroptera) behoort. 
Glyptobasis fraseri is voor het eerst wetenschappelijk beschreven door Sziráki in 1998.